# Сен-Жуар-ан-Вальден
Сен-Жуар-ан-Вальден (фр. Saint-Geoire-en-Valdaine) — коммуна во Франции, находится в регионе Рона — Альпы. Департамент коммуны — Изер. Входит в состав кантона Шартрёз-Гье. Округ коммуны — Ла-Тур-дю-Пен.
Код INSEE коммуны — 38386. Население коммуны на 2006 год составляло 2271 человек. Населённый пункт находится на высоте от 364  до 739  метров над уровнем моря. Муниципалитет расположен на расстоянии около 460 км юго-восточнее Парижа, 75 км юго-восточнее Лиона, 31 км севернее Гренобля. Мэр коммуны — Michel Cudet, мандат действует на протяжении 2008—2014 гг.
Динамика населения (INSEE):